# Ингоульфсфьядль
Ингоульфсфьядль (исл. Ingólfsfjall) — гора в Исландии.

## География и геология
Гора Ингоульфсфьядльрасположена в сисле Ауднес региона Сюдюрланд, примерно в 3 километрах от города Сельфосс, на берегу реки Эльвюсау. Геологически Ингоульфсфьядльсоединяется с горным хребтом Графнингсфьелль. На восточном склоне горы сливаются 2 большие реки — темноводный Сог, истоки которого находятся в озере Тингвадлаватн, и река Хвитау с прозрачной светлой водой, берущая начало в леднике Лангекюдль.
Гора Ингоульфсфьядль имеет вулканическое происхождение, возникла во время ледникового периода и состоит из базальта и палагонита. Высота горы составляет 551 метр, вершина горы плоская. Южные склоны Ингольфсфьяла, покрытые серебристыми скальными образованиями, находятся под охраной государства.

## История
Своё название гора получила по имени исландского первопоселенца Ингольфа Арнарсона, который также первым поднялся на вершину горы, разбил у её подножия зимний лагерь и, согласно преданию, был похоронен на её вершине.